# Landfill Mining
Als Landfill Mining (‚Deponie-Bergbau‘, teils auch Landfill mining and reclamation), deutsch auch Abfallbergbau, Deponie-Recycling, unspezifischer Deponierückbau und ähnlich, wird die Rohstoffgewinnung aus Mülldeponien bezeichnet.

## Grundlagen
Rohstoffgewinnung aus Altstandorten kann beim Rückbau einer Mülldeponie geschehen, indem Stoffe rückgewonnen werden. Wenn die Gewinnung der Wertstoffe hinreichend lukrativ ist, kann der Abbau auch als Zweck an sich stehen. Als Abbaumethode wird normalerweise der Tagebau gewählt. Landfill Mining kann als Teilgebiet des Urban Mining bezeichnet werden.
Die Anfänge des Gedankens, die Materialien aus Deponien wiederaufzuarbeiten, gehen in das mittlere 20. Jahrhundert zurück. Erstmals wurde 1953 in Israel eine Deponie wiederaufgearbeitet. Die erste Deponieumlagerung in Europa erfolgte ab 1990 in Wien (Deponie Spitzau).
Eine Untersuchung 2011 an Rückbauten in Österreich, Deutschland und der Schweiz zeigte, dass seinerzeit bei einem Drittel (33 %) der Projekte der Grundwasserschutz im Vordergrund stand, einem Fünftel (20 %) die Schaffung von Deponievolumen, und einem Siebentel (13 %) der Zweck der Wertstoffgewinnung.

## Gesuchte Rohstoffe
Ziel ist das Recycling von im Abfall befindlichen Wertstoffen, es handelt sich also um Abfallverwertung anstelle von Abfallbeseitigung, für die Mülldeponien ansonsten in der Regel genutzt werden (siehe Abfallentsorgung). Beispiele für so möglicherweise gewonnene Rohstoffe sind Kupfer oder seltene Erden, die sich in Elektronikartikeln befinden, sowie Eisen, Aluminium und Messing. Abfälle aus Mülldeponien können wegen ihres Brennwerts auch in Zementöfen verwendet werden.
Probleme stellen dabei die Suche nach Deponien, welche die rezyklierbaren Stoffe in genügend hohen Mengen beinhalten, und die benötigten hohen Kosten dar, da z. B. auch giftige Chemikalien vorhanden sein können.
Mit der beginnenden weltweiten Knappheit an Bausanden und der vermehrten direkten Wiederaufarbeitung von Bauschutt oder Abtragungen im Verkehrsbau zur Wiederaufarbeitung beginnt landfill mining sogar für Baurestmassen-Deponien interessant zu werden.